# Knox (film)
Pour les articles homonymes, voir Knox.
Pour plus de détails, voir Fiche technique et Distribution.
Knox (Knox Goes Away) est un film américain réalisé par Michael Keaton et sorti en 2023.
Il est présenté en avant-première au festival international du film de Toronto 2023.

## Synopsis
John Knox est un tueur à gages expérimenté travaillant pour le compte d'un certain Jericho. Cependant, il voit ses capacités peu à peu diminuer. Il passe alors des examens médicaux. Le docteur lui diagnostique une forme de démence à évolution rapide : la maladie de Creutzfeldt-Jakob. Le docteur Burns le prévient qu'il ne lui reste que quelques semaines et lui conseille de se rapprocher de sa famille.
John a désormais de plus en plus de mal à exercer son "travail" : lors d'un contrat, dans la confusion, il tue par erreur son partenaire, Thomas Muncie, et laisse de nombreux cadavres derrière lui. Il décide alors de décrocher et d'utiliser ses derniers jours pour tenter de se racheter notamment auprès de son fils, Miles, qu'il n'a pas vu depuis des années. Contre toute attente, ce dernier se présente à sa porte, blessé et les vêtements plein de sang. Miles demande alors de l'aide à son père et lui avoue qu'il a tué un homme, Andrew Palmer. Ce dernier a mis enceinte la jeune fille adolescente de Miles, Kaylee.
Alors que sa santé et son esprit se détériorent rapidement, Knox fait notamment appel à un vieil ami, Xavier Crane, qui le conseille soigneusement sur tous les aspects de ce qui doit être spécifiquement fait. Il compte également sur l'aide d'Annie, une prostituée qu'il voit tous les jeudis depuis quatre ans.
Les forces de police, menées par la très déterminée Emily Ikari, enquêtent par ailleurs sur les deux affaires et font le lien entre la tuerie et l'homme tué par Miles.

## Fiche technique
Sauf indication contraire, les informations mentionnées dans cette section peuvent être confirmées par la base de données cinématographiques IMDb,  présente dans la section « Liens externes ».
- Titre français : Knox
- Titre original : Knox Goes Away
- Réalisation : Michael Keaton
- Scénario : Gregory Poirier
- Musique : Alex Heffes
- Directeur artistique : Glen Hall
- Décors : William Arnold
- Costumes : Debra Hanson
- Photographie : Marshall Adams
- Montage : Jessica Hernández
- Production : Nick Gordon, Trevor Matthews, Michael Sugar et Ashley Zalta
- Sociétés de production : Brookstreet Pictures et Sugar 23
- Sociétés de distribution : Elevation Pictures (Canada), Saban Films (États-Unis)
- Budget : n/a
- Pays de production :  États-Unis
- Langue originale : anglais
- Format : couleur
- Genre : thriller, néo-noir
- Durée : 114 minutes
- Dates de sortie[2] :
  - Canada : 10 septembre 2023 (festival de Toronto)
  - États-Unis : 15 mars 2024
  - France : 8 août 2024 (sur Prime Vidéo)

## Distribution
- Michael Keaton (VF : Bernard Lanneau) : John « Aristotle » Knox
- James Marsden (VFB : Pierre Lognay) : Miles Knox
- Al Pacino (VF : Patrick Raynal) : Xavier Crane
- Suzy Nakamura (VFB : Fabienne Loriaux) : l'inspectrice Emily Ikari
- Joanna Kulig (VFB : Célia Torrens) : Annie
- Ray McKinnon (VFB : Steve Driesen) : Thomas Muncie
- John Hoogenakker (en) (VFB : Alexandre Crépet) : le lieutenant Rale
- Lela Loren : Cheryl Knox
- Marcia Gay Harden (VFB : Catherine Conet) : Ruby Knox, l'ex-femme de John.
- Dennis Dugan : Philo Jones
- Jay Paulson (VFB : Karim Barras) : l'inspecteur Gelfuso
- Paul Perri (en) (VFB : Michel Hinderyckx) : Dr Burns
- Chad Donella : Jordan Moore

## Production
En mai 2022, il est annoncé que Michael Keaton va réaliser son second long métrage, d'après un script de Gregory Poirier.
Le tournage a lieu d'octobre à décembre 2022 à Los Angeles,.

## Sortie et accueil
Knox est présenté en avant-première mondiale le 10 septembre 2023 au festival international du film de Toronto 2023,.